# 청연
"청연(靑燕)"은 일제강점기 배경의 2005년도에 개봉된 영화이다. 감독은 윤종찬이다.

## 출연
- 김주혁: 한지혁 역
- 장진영: 박경원 역
- 유민: 기베 마사코 역
- 나카무라 토오루: 도쿠다 역(특별출연)
- 한지민: 이정희 역
- 진태현: 강세기 역
- 고주연: 어린 박경원 역
- 나카하라 타케오: 스기하라 역
- 시바타 요시유키: 교장 역
- 이윤건: 김상수 역
- 김응수: 박춘식 역
- 이승호: 한지혁의 아버지 역
- 쿠로누마 히로미: 연대장 역
- 카세 신이치: 헌병대 수사관 역
- 최호진: 비행대회 사회자 역
- 김기천: 박경원의 아버지 역
- 정미혜: 박경원의 어머니 역
- 유재명: 헌병수사관 2 역

## 평가
박경원의 친일 행위에 대한 역사를 왜곡했다는 비판을 받았다. 또한 제작진은 박경원이 최초의 여성 비행사라고 주장했지만, 독립운동가 권기옥이 박경원이 비행사가 된 1928년보다 3년이나 빠른 1925년에 비행사가 된 것이 알려지며 거짓임이 드러났다.